# フォート・ハミルトン・パークウェイ駅 (BMTシー・ビーチ線)
フォート・ハミルトン・パークウェイ駅（Fort Hamilton Parkway）はブルックリン区のフォート・ハミルトン・パークウェイ - 62丁目交差点にあるニューヨーク市地下鉄BMTシー・ビーチ線の緩行駅である。終日N系統が停車する。ラッシュ時はW系統も停車する。

## 駅構造
| G          | 地上階・駅舎               | 出入口 改札口、駅員詰所、メトロカード/OMNY自動販売機 |
| P ホーム階 | 相対式ホーム、右側扉が開く | 相対式ホーム、右側扉が開く |
| P ホーム階 | 北行緩行線                 | ← アストリア-ディトマース・ブールバード駅ゆき（8番街駅）                                                                                                 |
| P ホーム階 | 混雑方向急行線             | ← 定期列車なし |
| P ホーム階 | 中央線                     | → 路盤のみ |
| P ホーム階 | 南行緩行線                 | → コニー・アイランド-スティルウェル・アベニュー駅ゆき（ニュー・ユトレヒト・アベニュー駅）→ ラッシュ時：86丁目駅ゆき（ニュー・ユトレヒト・アベニュー駅）→ |
| P ホーム階 | 相対式ホーム、右側扉が開く | |

フォート・ハミルトン・パークウェイ駅は相対式ホーム2面4線の掘割駅で、1915年6月22日に開業した。4線のうち中央の2本の急行線は営業運転では使われていない。
北行ホームの屋根は金属製だが、南行ホームは壁・屋根ともコンクリート製である。11番街とフォート・ハミルトン・パークウェイの間に設けられたホームは、Bディビジョンの列車長よりも長くなっている。
BMTシー・ビーチ線の北側でロングアイランド鉄道ベイリッジ支線が並走している。
フォート・ハミルトン・パークウェイ駅は他のシー・ビーチ線の駅と同様に2016年から改築工事を実施している。マンハッタン方面ホームは2016年1月18日から閉鎖され、営業再開は2017年5月22日となった。同年7月31日から、コニー・アイランド方面ホームが改築され、2019年7月1日に終了した。

### 出入口
ホーム両端には跨線橋があり、ホーム間を行き来することができる。北側エントランスは終日営業しており、フォート・ハミルトン・パークウェイ - 62丁目交差点に面している。南側出口はHEET自動改札機が設けられており、11番街 - 62丁目・63丁目交差点に出ることができる。駅舎の内装はタイル張りのある化粧しっくい造りである。

## 外部リンク

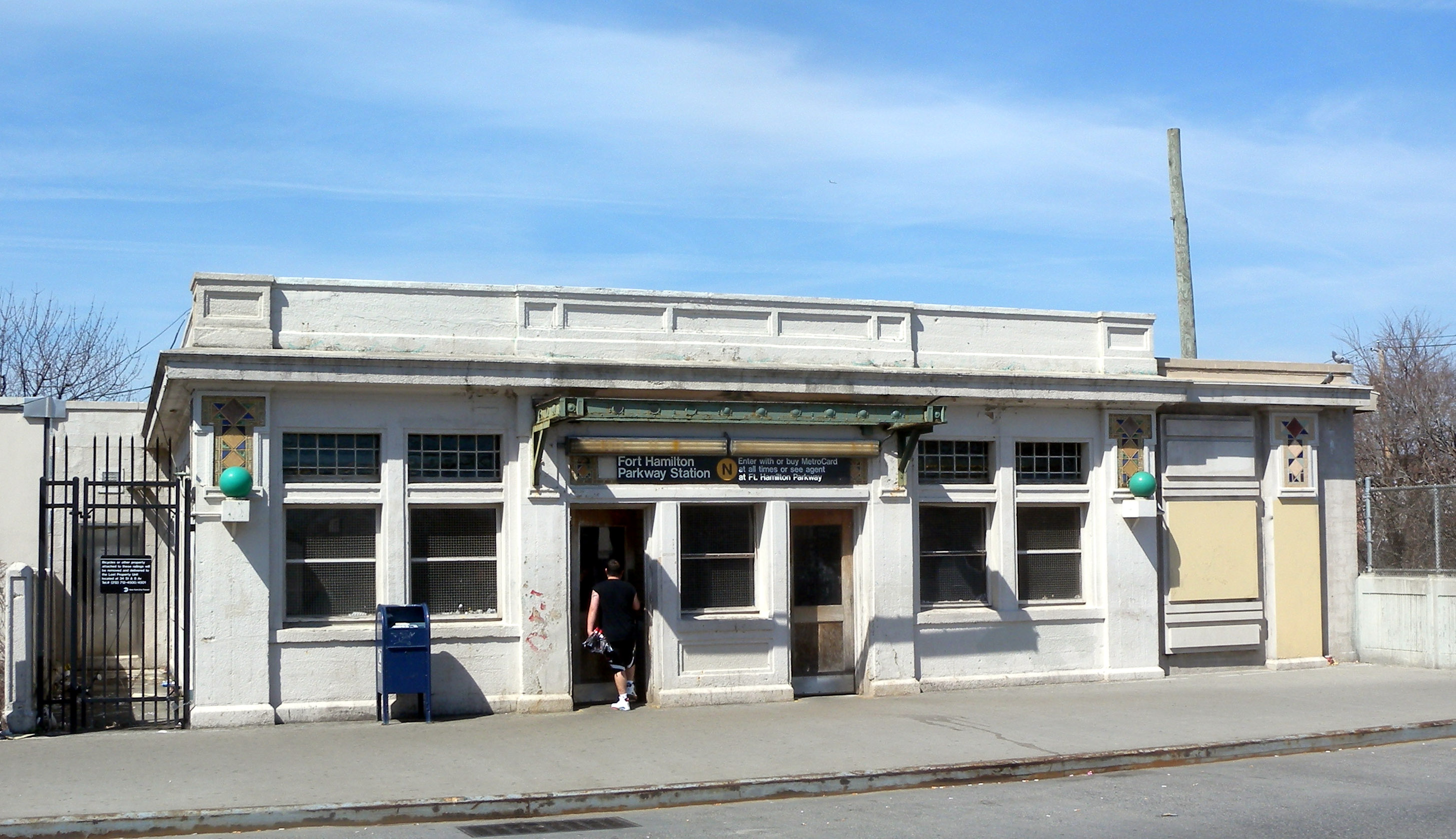
11番街にある駅舎